# Gösta Kyntzell
Gustaf (Gösta) Julius Kyntzell, född 12 juli 1882 i Gamlakarleby, död 16 juli 1961 i Borgå, var en finländsk båtkonstruktör. 
Kyntzell studerade vid industriskolan i Vasa, Technikum i Neustadt, Mecklenburg, och Chalmers tekniska läroanstalt i Göteborg samt blev 1907 teknisk ledare vid Klippans varv i sistnämnda stad, vid Borgå båtvarv 1911 och 1917 vid Aug. Eklöfs slip i Tolkis. Han utförde ritningar till närmare sexhundra farkoster – segelyachter, segelfartyg, motor- och ångfartyg, inklusive de famösa krigsskadeståndsskonarna.
Internationellt känd blev Kyntzell genom sina konstruktioner i de internationella sexmeters och femmeters klasserna. Av sexorna vann "Agnes II" Entonnarpokalen redan 1910, medan "Inga-Lill XXVI" tog två segrar i Guldpokalen på Long Island Sound 1937. "Anitra II", "Wire" och "Violet" representerade Finland i Guldpokalseglingarna 1938, 1939 resp. 1949–1951. Hans mest framgångsrika 5,5 meters båtar var "Inga Lill XXXXIII", "Kan-bei" och "Inga Lill XXXXIV", vilka representerade Finland i Guldpokalseglingarna åren 1957, 1959 och 1960–1961. Den sistnämnda representerade Finland även i OS 1960.
Nationellt ritade Kyntzell ett stort antal framgångsrika 22 m² och 30 m² skärgårdskryssare samt båtar av särklass A och C. Han var vice kommodor och drivande kraft inom Borgå Segelsällskap, men skötte sina internationella kontakter via sitt medlemskap i Nyländska Jaktklubben. Han var själv en skicklig kappseglare med över 600 pokaler och pris i sitt skåp. Han var känd för sin öppna attityd, och lät gärna publicera sina ritningar.

## Ritade båtar i urval
- 1947 Violet en R6, ägd av Eljas Erkas och deltagare i segeltävlingen Guldpokalen 1947
- 2006 Sara av Hangö, FIN-49, segrare i VM för 6:or 2011, replika av Violet, byggd på Ulf Granströms båtvarv i Hangö